# آندری تیتنکو
آندری لاورنتیویچ تیتنکو (روسی: Андрей Лаврентьевич Титенко؛ ۱۵ دسامبر ۱۹۱۸–۲ نوامبر ۲۰۲۲) یک سرباز شوروی بود که در طول جنگ جهانی دوم خدمت کرد و عنوان قهرمان اتحاد جماهیر شوروی را دریافت کرد.

## اوایل زندگی
تیتنکو در ۱۵ دسامبر ۱۹۱۸ در روستای ژیخووه در استان چرنیهیف اوکراین، در یک خانواده دهقانی با اصالت روسی متولد شد. پس از فارغ‌التحصیلی از کلاس هفتم مدرسه، به عنوان راننده تراکتور در یک کشاورزی اشتراکی مشغول به کار شد.

## دوران نظامی
تیتنکو در سال ۱۹۴۱ به ارتش سرخ پیوست. پس از آغاز عملیات بارباروسا در ژوئن ۱۹۴۱، او از مارس ۱۹۴۲ در جبهه‌های جبهه جنوبی (شوروی)، اول بالتیک و سوم بلاروس جنگید. تیتنکو در نبردهای قفقاز و نبرد استالینگراد و در حملات دونباس، تهاجم دنیپر-کارپاتی، تهاجم کریمه و پروس شرقی جنگید. او در طول جنگ دو بار زخمی شد.
در ۱۸ مارس ۱۹۴۵، در جریان حمله پروس شرقی، تیتنکو به عنوان فرمانده یک واحد توپ ضد تانک ۴۵ میلی‌متری در هنگ ششم تفنگداران پرچم سرخ خدمت کرد. او در طول نبردی برای دژ مستحکم در شهر دویچ تیراو در کونیگسبرگ، خود را متمایز کرد. او یک دفاع پیرامونی ترتیب داد و خدمه پنج نفره توپچی تحت فرماندهی او موفق شدند حمله دو دسته پیاده‌نظام آلمانی را دفع کنند. آنها ۸۰ سرباز دشمن را کشتند و چهار موضع مسلسل را منهدم کردند. به خاطر این شاهکار، تیتنکو نامزد دریافت عنوان قهرمان اتحاد جماهیر شوروی شد. پس از نبرد، او به دلیل جراحات وارده در بیمارستان بستری شد و برای بهبودی تحت شش عمل جراحی قرار گرفت.
با حکم هیئت رئیسه شورای عالی اتحاد جماهیر شوروی در ۱۹ آوریل ۱۹۴۵، به پاس عملکرد مثال‌زدنی مأموریت رزمی فرماندهی در مبارزه با اشغالگران نازی و شجاعت و قهرمانی که در همان زمان از خود نشان داد، به تیتنکو عنوان قهرمان اتحاد جماهیر شوروی با اعطای نشان لنین و مدال ستاره طلایی اعطا شد. با این حال، او هیچ تأییدیه‌ای برای این جایزه دریافت نکرد. در نتیجه، او مجبور شد برای یافتن اسناد جایزه خود به مؤسسات مختلف مراجعه کند. اسناد با کمک ستاد فرماندهی منطقه نظامی قفقاز شمالی پیدا شد و او در ۲۴ اکتبر ۱۹۴۷ عنوان قهرمان اتحاد جماهیر شوروی را دریافت کرد.
پس از پایان جنگ جهانی دوم، تیتنکو از ارتش سرخ مرخص شد.

## زندگی بعدی
تیتنکو پس از ترخیص از خدمت سربازی، در کارخانه‌های جمهوری سوسیالیستی خودمختار کالمیک و در روستاهای گریگوروپولیسکایا و نووترویسکایا در سرزمین استاوروپول کار کرد. او در سال ۱۹۵۳ به حزب کمونیست اتحاد جماهیر شوروی پیوست. از سال ۱۹۵۴، در شهر ایزوبیلنی اقامت داشت و در آنجا مسئول یک کارخانه بود. بعداً به عنوان مدیر یک کارخانه فرآوری مواد غذایی کار کرد و به مدت ۲۷ سال ریاست اداره آتش‌نشانی ناحیه ایزوبیلنسکی را بر عهده داشت. تیتنکو به عنوان شهروند افتخاری این ناحیه و در سال ۲۰۲۰، به عنوان شهروند افتخاری سرزمین استاوروپول انتخاب شد. او در سال ۲۰۱۸ صد ساله شد.
تیتنکو در ۲ نوامبر ۲۰۲۲، در سن ۱۰۳ سالگی درگذشت. در زمان مرگش، او مسن‌ترین دریافت‌کنندهٔ عنوان قهرمان اتحاد جماهیر شوروی بود.

## جوایز و تزئینات
|  | قهرمان اتحاد جماهیر شوروی (۱۹ آوریل 1945)                      |
|  | نشان لنین (۱۹ آوریل ۱۹۴۵)                                      |
|  | نشان جنگ میهنی، درجه یک (۶ آوریل ۱۹۸۵)                         |
|  | نشان افتخار، درجه ۳ (۱۴ اکتبر ۱۹۴۴)                            |
|  | مدال "برای شجاعت"، دو بار (۱۹ اکتبر ۱۹۴۳، ۶ ژوئن ۱۹۴۴)         |
|  | مدال "برای دفاع از استالینگراد" (۱۹۴۲)                         |
|  | مدال «برای دفاع از قفقاز» (۱۹۴۴)                               |
|  | مدال "برای تصرف کونیگزبرگ" (۱۹۴۵)                              |
|  | مدال "برای پیروزی بر آلمان در جنگ بزرگ میهنی ۱۹۴۱–۱۹۴۵" (۱۹۴۵) |